# Alexander McQueen
Lee Alexander McQueen (ur. 17 marca 1969 w Lewisham, zm. 11 lutego 2010 w Mayfair) – brytyjski projektant mody, znany ze swoich niekonwencjonalnych projektów i taktyki szokowej.

## Życiorys

### Wczesne lata
Urodził się w Lewisham jako najmłodszy z sześciorga dzieci szkockiego taksówkarza Ronalda i nauczycielki nauk społecznych Joyce. Dorastał w domu szeregowym w Stratford. W młodym wieku zaczął robić sukienki dla swoich trzech sióstr i miał zamiar zostać projektantem mody.
W 1985 roku, mając 16 lat, opuścił Rokeby School, aby ukończyć kurs krawiecki w Newham College i odbyć staż u krawców Anderson & Sheppard na Savile Row, zanim dołączył do Gieves & Hawkes i później szył teatralne kostiumy w Angels and Bermans. Podczas odbywania stażu McQueen uczęszczał do Rosetta Art Center kierowanego przez Yvonne Humble.

### Kariera
W wieku 20 lat rozpoczął krótkotrwałą pracę dla projektantów Koji Tatsuno i Romeo Gigli. Studia podyplomowe ukończył w Central St. Martins College of Art. Na początku swojej kariery tworzył projekty prowokacyjne, w późniejszym czasie jego stroje stały się łagodniejsze, często inspirowane historią lub filmami.
McQueen przez pięć lat pracował jako główny projektant w Givenchy, zanim założył wytwórnie Alexander McQueen i McQ. Dramatyczne projekty McQueena, noszone przez gwiazdy takie jak Rihanna, Björk i Lady Gaga, spotkały się z uznaniem krytyków i czterokrotnie zdobyły nagrodę Brytyjskiego Projektanta Mody Roku.
W 1996 uznano go za najlepszego projektanta sezonu. W tym samym roku został głównym projektantem domu mody Givenchy. W 2001 roku  zrezygnował z posady w Givenchy i związał się z firmą Gucci. W 2001 roku przeniósł się do Paryża.

## Życie prywatne
McQueen był gejem. W 2000 roku w Hiszpanii poślubił swego partnera George'a Forsytha, twórcę filmów dokumentalnych.

## Śmierć
11 lutego 2010 roku został znaleziony martwy przez swoją gosposię w swoim apartamencie na londyńskim West Endzie. Powiesił się na pasku od spodni. Śledztwo wykazało, że było to samobójstwo i że przed śmiercią McQueen brał kokainę, środki nasenne i uspokajające oraz że miał nadgarstki pocięte sztyletem i tasakiem do mięsa. Zostawił również krótki list na pożegnanie: Karm moje psy. Przepraszam. Kocham Cię, Lee, skierowany prawdopodobnie do jego partnera.
Wiele osób twierdzi, że przyczyną samobójstwa McQueena mogła być depresja i problemy z narkotykami, z czym zmagał się w ostatnich miesiącach przed śmiercią. Zmarł tego samego dnia, kiedy odbył się pogrzeb jego matki, z którą był ściśle związany.

## Spuścizna
Po śmierci Alexandra dyrektorem kreatywnym domu mody McQueen została Sarah Burton, która projektowała np. suknię ślubną dla księżnej Kate. Kolekcje Alexander McQueen spod ręki Sarah zachowały cechy charakterystyczne marki - awangardowe cięcia, teatralne rękawy i symbole czaszek oraz róż.
Dom mody Mcqueen zajmuje się również projektowaniem ubrań dla współczesnych feministek.